# レ・ミゼラブル (ミュージカル)

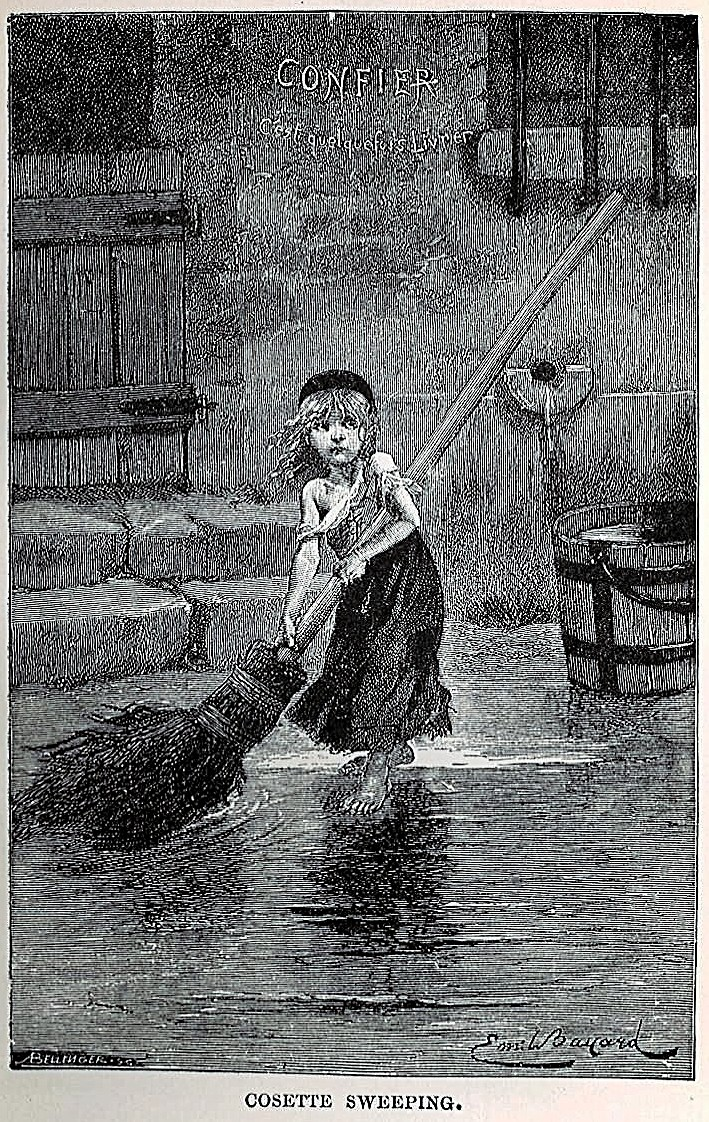
原作本のコゼットのイラスト

『レ・ミゼラブル』（Les Misérables、[leɪ ˌmɪzəˈrɑːb(əl), -blə] lay MIZ-ə-RAHB(-əl), -RAH-blə, フランス語: [le mizeʁabl]）は、ヴィクトル・ユゴーの同名小説を原作としたミュージカル。省略して『レミゼ』（Les MisまたはLes Miz、[leɪ ˈmɪz] lay MIZ）としても呼ばれる。
オリジナルのフランスのミュージカルは、1980年にパリでロベール・オッセンの演出で初演された。キャメロン・マッキントッシュによる英語版は、1985年10月からロンドンで上演されている。

## 概説

### オリジナル クリエイティブ スタッフ
- 製作：キャメロン・マッキントッシュ、ロイヤル・シェイクスピア・カンパニー（RSC）
- 作曲：クロード＝ミシェル・シェーンベルク [注 1]
- 作詞：アラン・ブーブリル (en)（ヴィクトル・ユゴーの小説をもとに）
- 追加作詞：ハーバート・クレッツマー (en)
- 潤色・演出：ジョン・ケアード、トレヴァー・ナン (en)

### 受賞
- 1987年度トニー賞：8部門（作品賞 / 助演男優賞 / 助演女優賞 / 演出賞 / 台本賞 / 作詞・作曲賞 / 舞台美術賞 / 照明賞）

### 構成
プロローグ・第1幕・第2幕の3幕構成で、休憩は第1幕・第2幕の間に1回。上演時間はプロローグ・第1幕合わせて約90分、第2幕約75分。
※2007年公演による。演出の改訂などが加わることで上演時間は多少前後する。

### 作品誕生の経緯
1980年、アラン・ブーブリル（作詞）、クロード＝ミシェル・シェーンベルク（作曲）らによって当作品の前身となるミュージカル“Les Misérables”が制作され、パリで上演された。
1981年、この作品のレコーディング・アルバムを聴いた世界的演劇プロデューサー、キャメロン・マッキントッシュが目をつけ、RSCの芸術監督でもある演出家トレヴァー・ナンにイギリスでの上演の話を持ちかける。これに対してナンはジョン・ケアードとの共同演出、さらにはRSCとの共同製作をマッキントッシュに提案。1982年、商業演劇のプロデューサーと王立劇団が提携する形でロンドン版の制作が開始された。
時同じくして、リノ・ヴァンチュラ主演、ロベール・オッセン監督により長編大作映画として映画化され、テーマ曲としてオリジナル・キャスト盤が楽曲使用され、別途発売されたサントラ盤にも挿入され映画の成功により知られることになる（日本では劇場未公開だが、TV放映およびDVD発売されている）。
1980年パリ公演の舞台は、『レ・ミゼラブル』をよく知るフランス人に向けて創られたミュージカルであった。そのため、ストーリーのうちでも重要な箇所、例えば主人公ジャン・バルジャンがモントルイユ・シュル・メールの市長になる以前の銀の燭台のくだり、などが省略されることがあった。しかし「ほとんどのイギリス人にとっては題名 (Les Misérables) を正しく発音するのもおぼつかない」（マッキントッシュ）という状況にあって、ロンドン版では『レ・ミゼラブル』という物語そのものを伝えることに重きが置かれ、1980年パリ公演の改訂版としての『レ・ミゼラブル』を創り上げていくこととなる。
オリジナル版を制作したアラン・ブーブリル、クロード＝ミッシェル・シェーンベルク、さらには作詞家ハーバート・クレッツマーもクリエイティヴ・スタッフに加わり、1985年10月28日、バービカン・センターにおいてロンドン版『レ・ミゼラブル』が幕を開けた。ロンドン公演は開幕するやいなや、たちまち大人気となり、その後パレス劇場 (en)、クイーンズ劇場 (en) と場を移して、現在もロングラン公演中である。
初演時の主なキャスト
| ジャン・バルジャン | コルム・ウィルキンソン (Colm Wilkinson)                               |
| ジャベール         | ロジャー・アラム (Roger Allam)                                        |
| エポニーヌ         | フランシス・ラッフェル (Frances Ruffelle)                             |
| ファンティーヌ     | パティ・ルポーン (Patti LuPone)                                       |
| コゼット           | レベッカ・ケイン (Rebecca Caine)                                      |
| マリウス           | マイケル・ボール (Michael Ball)                                       |
| テナルディエ       | アラン・アームストロング (Alun Armstrong)                             |
| テナルディエ夫人   | スー・ジェーン・タナー (Sue Jane Tanner)                              |
| アンジョルラス     | デイヴィッド・バート (David Burt)                                     |
| ガブローシュ       | イアン・タッカー (Ian Tucker)、オリヴァー・スペンサー (Oliver Spence) |

### 広がる海外公演
1987年より海外に進出し、アルゼンチン、オーストリア、オーストラリア、ベルギー、バミューダ諸島、ブラジル、カナダ、中国、チェコ、デンマーク、ドミニカ共和国、エストニア、フィンランド、フランス（逆輸入となる）、ドイツ、香港、ハンガリー、アイルランド、イスラエル、アイスランド、日本、ラトビア、マルタ、モーリシャス、オランダ、ニュージーランド、ノルウェー、フィリピン、ポーランド、ポルトガル、セルビア、シンガポール、南アフリカ、韓国、スペイン、スウェーデン、スイス、アメリカなど、世界各国に広がりを見せ、人気を博している。各地で様々な言語に翻訳されているが、中国などのように海外のプロダクションが出向いて英語のまま上演を行う場合もある。

#### ブロードウェイ
ブロードウェイ初演（ブロードウェイ劇場 (en)、のちにインペリアル劇場 (en)）は1987年3月12日に開幕。2003年3月18日まで16年間（上演回数6680回）続く大ロングランヒットとなり、ブロードウェイでの歴代ロングラン公演記録第3位という記録を打ち立てた。
そして、初演の閉幕からわずか3年後の2006年11月9日にはブロードハースト劇場 (en) にてリバイバル公演が開幕（キャッチフレーズは『レ・ミゼラブル』の“顔”としておなじみであるコゼットのロゴに合わせた“She's Back!”）。当初は6か月間だけの期間限定公演だったが、2006年12月19日には労働祭までの公演延長を発表、その後も公演期間は延長され続ける。
この再演では、『ミス・サイゴン』での主役キムを演じ、本作品でもエポニーヌ役で出演、ロンドンでの10周年記念コンサート（後述）にも出演するなどして絶賛され、根強い人気を誇るフィリピン系女優、レア・サロンガ (en) がファンティーヌ役となって再び出演することが話題をさらった。コゼット役Ali Ewoldt、マリウス役Adam Jacobsなど、サロンガを含め3人のフィリピン系俳優が出演していた2007年9月27日の興行を、訪米中であったフィリピンのグロリア・アロヨ大統領も観劇したという。2008年1月6日、上演期間約14か月、上演回数496回を以て閉幕した。これにより、ブロードウェイでの『レ・ミゼラブル』の総上演回数は7176回となる。
ブロードウェイ初演時の主なキャスト
| ジャン・バルジャン | コルム・ウィルキンソン (Colm Wilkinson)   |
| ジャベール         | テレンス・マン (Terrence Mann)            |
| エポニーヌ         | フランシス・ラッフェル (Frances Ruffelle) |
| ファンティーヌ     | ランディ・グラフ (Randy Graff)            |
| コゼット           | ジュディ・クーン (Judy Kuhn)              |
| マリウス           | デイヴィッド・ブライアント (David Bryant) |
| テナルディエ       | レオ・バーマイスター (Leo Burmeister)     |
| テナルディエ夫人   | ジェニファー・バット (Jennifer Butt)      |
| アンジョルラス     | マイケル・マグワイア (Michael Maguire)    |
| ガブローシュ       | ブレイダン・ダナー (Braden Danner)        |
| リトル・コゼット   | ドナ・ヴィヴィーノ (Donna Vivino)         |

### 10周年記念コンサート
1995年10月8日、ロンドンのロイヤル・アルバート・ホールにおいて本作品初演10周年を記念したコンサート『Les Misérables: The Dream Cast in Concert』が催された。主役からアンサンブルまで、英語圏を中心に世界中から選ばれたキャストが一堂に会し、世界中の『レ・ミゼラブル』プロダクションから200人のコーラス隊が参加した。コンサートのグランドフィナーレには世界各国のジャン・バルジャン役者17人が登場、劇中歌「民衆の歌」(Do You Hear the People Sing?) をそれぞれの国語で歌い継ぎ、同じく劇中歌「ワン・デイ・モア」(One Day More!) のバルジャン・パートを斉唱するパフォーマンスによって10周年を祝った。
当日の主なキャスト
| ジャン・バルジャン | コルム・ウィルキンソン (Colm Wilkinson)   | ロンドン公演、ブロードウェイ公演オリジナルキャスト               |
| ジャベール         | フィリップ・クォースト (Philip Quast)     | オーストラリア公演オリジナルキャスト、コンプリート録音盤キャスト |
| エポニーヌ         | レア・サロンガ (Lea Salonga)              | ブロードウェイ・プロダクションより                               |
| ファンティーヌ     | ルーシー・ヘンシャル (Ruthie Henshall)    | ロンドン・プロダクションより                                     |
| コゼット           | ジュディ・クーン (Judy Kuhn)              | ブロードウェイ公演オリジナルキャスト                             |
| マリウス           | マイケル・ボール (Michael Ball)           | ロンドン公演オリジナルキャスト、コンプリート録音盤キャスト       |
| テナルディエ       | アラン・アームストロング (Alun Armstrong) | ロンドン公演オリジナルキャスト                                   |
| テナルディエ夫人   | ジェニー・ギャロウェイ (Jenny Galloway)   | ロンドン・プロダクションより                                     |
| アンジョルラス     | マイケル・マグワイア (Michael Maguire)    | ブロードウェイ公演オリジナルキャスト                             |
| グランテール       | アントニー・クリベロ (Anthony Crivello)   | ブロードウェイ公演オリジナルキャスト                             |
| ガブローシュ       | アダム・シアールズ (Adam Searles)         |                                                                  |
| リトル・コゼット   | ハナー・チック (Hannah Chick)             |                                                                  |

フィナーレに登場した各国のバルジャンと俳優、および「民衆の歌」歌唱リレー順
| 国             | 俳優                   |
| -------------- | ---------------------- |
| （歌いだし）   | (Colm Wilkinson)       |
| イギリス       | Philip Cavill          |
| フランス       | Robert Marien          |
| ドイツ         | Jerzy Jeske            |
| 日本           | 鹿賀丈史               |
| ハンガリー     | Vikdal Gyula           |
| スウェーデン   | Tommy Körberg          |
| ポーランド     | Krzysztof Stasierowski |
| オランダ       | Henk Poort             |
| カナダ         | Michael Burgess        |
| オーストリア   | Reinhard Brussman      |
| オーストラリア | Rob Guest              |
| ノルウェー     | Øystein Wiik           |
| チェコ         | Jan Jezek              |
| デンマーク     | Kurt Ravn              |
| アイルランド   | Jeff Leyton            |
| アイスランド   | Egill Ólafsson         |
| アメリカ合衆国 | Craig Schulman         |

### 25周年記念コンサート
2010年10月3日に、25周年を記念したコンサート『Les Misérables in Concert: The 25th Anniversary』がロンドンのO2アリーナで開催された。
主なキャスト
| ジャン・バルジャン | アルフィー・ボー (Alfie Boe)            |
| ジャベール         | ノーム・ルイス (Norm Lewis)             |
| ファンティーヌ     | レア・サロンガ (Lea Salonga)            |
| コゼット           | ケイティ・ホール (Katie Hall)           |
| マリウス           | ニック・ジョナス (Nick Jonas)           |
| エポニーヌ         | サマンサ・バークス (Samantha Barks)     |
| テナルディエ       | マット・ルーカス (Matt Lucas)           |
| テナルディエ夫人   | ジェニー・ギャロウェイ (Jenny Galloway) |
| アンジョルラス     | ラミン・カリムルー (Ramin Karimloo)     |
| グランテール       | ハドリー・フレイザー (Hadley Fraser)    |
| ガブローシュ       | ロバート・マッジ (Robert Madge)         |
| リトル・コゼット   | ミア・ジェンキンス (Mia Jenkins)        |

## 日本での公演
1987年6月11日、東宝により帝国劇場で初演。イギリス（ロンドン）、アメリカ（ニューヨーク）に次いで世界で3番目、同作品初の非英語圏での上演となった。その後断続的に公演は行われており、東京以外にも名古屋、大阪、仙台、札幌、福岡と上演都市が広がっている。
2013年公演より新演出版にて上演が行われ、この公演の出演者・スタッフ一同で、第39回菊田一夫演劇賞大賞を受賞。

### 日本版スタッフ
- 製作：東宝
- 翻訳：酒井洋子
- 訳詞：岩谷時子
- 演出家アシスタント：垣ヶ原美枝

### エピソード
- 訳詞は東宝ミュージカルの常連、岩谷時子。ジャン・バルジャンの囚人番号は英語版では24601 (two-four-six-oh-one) だが、日本語では語呂があわず、初演ではここだけ英語で歌い、再演時から囚人番号を24653（にー・よん・ろく・ごー・さん）に変えて日本語で歌うようになった。
- 1988年3月の中日劇場公演ではファンテーヌ役の岩崎宏美が急性声帯炎になり、伊東弘美が代役をつとめた[4]。
- この作品には子役が3人必要で、出番が遅いガブローシュ役は労働基準法のため、開演時刻によっては同役にキャスティングされている大人の女性が演じることがあったが、2007年6月以降、全ての公演を子役が演じている。同じくリトル・コゼット、リトル・エポニーヌもソワレでも子役が演じている。ガブローシュ役は小学生時代の山本耕史（1987年 - 1988年）、高橋一生（1991年）、浅利陽介（1997年 - 1998年）、加藤清史郎（2011年 - 2013年）らが演じたことでも知られている。
- 2005年5月24日から29日には、国内での上演回数が2000回に達したことを記念して「2000回達成スペシャルパフォーマンス」と題し、特別なメインキャスト（集結したのは今までに出演した役者たち）による公演が行われた。また2007年6月 - 7月の帝国劇場公演、同10月の博多座公演においても、日本公演20周年記念として再びスペシャルキャスト公演が行われた。
- 同作品は宝塚歌劇団でも上演を計画していたが、劇団内での反対もあり実現しなかった。
- 初演時には、後に女優となる藤田朋子が、唯一のアマチュアとして参加した。

## 日本版キャスト
プリンシパル（主役級）キャストのみ、名前太字は初演キャスト。括弧内西暦は出演期間（コンサートでの出演は除く）、西暦太字は2024年 - 2025年公演出演者。*はスペシャルキャスト公演による限定出演。
※*2005年…上演2000回達成スペシャルパフォーマンス、*2007年…日本初演20周年記念スペシャルキャスト、*2011年…帝劇開場100周年記念スペシャルキャスト

### ジャン・バルジャン
- 鹿賀丈史（1987年 - 2001年）
- 滝田栄（1987年 - 2001年）
- 山口祐一郎（1997年 - 2011年）
- 別所哲也（2003年 - 2011年）
- 石井一孝（2003年 - 2006年）
- 今井清隆（2003年 - 2009年、*2011年）
- 橋本さとし（2007年 - 2009年）
- 吉原光夫（2011年 - ）
- キム・ジュンヒョン（金田俊秀）（2013年）
- 福井晶一（2013年 - 2021年）
- ヤン・ジュンモ（2015年 - 2017年）
- 佐藤隆紀 (Le Velvets)（2019年 - ）
- 飯田洋輔（2024年 - ）

### ジャベール
- 鹿賀丈史（1987年 - 1988年、*2005年、*2007年、*2011年）
- 滝田栄（1987年 - 1988年）
- 佐山陽規（1987年 - 1990年）
- 村井国夫（1989年 - 2001年）
- 今井清隆（1991年 - 1994年）
- 川崎麻世（1997年 - 2001年）
- 加納竜（1997年）
- 鈴木綜馬（2000年、2005年 - 2006年）
- 内野聖陽（2003年 - 2004年）
- 髙嶋政宏（2003年 - 2004年）
- 岡幸二郎（2003年 - 2011年）
- 今拓哉（2003年 - 2011年）
- 石川禅（2007年 - 2011年）
- 阿部裕（2007年 - 2009年）
- KENTARO（2011年）
- 吉原光夫（2013年 - 2017年）
- 川口竜也（2013年 - 2021年）
- 鎌田誠樹（2013年 - 2015年）
- 福井晶一（2013年）
- 岸祐二（2015年 - 2017年）
- 上原理生（2019年 - 2021年）
- 伊礼彼方（2019年 - ）
- 小野田龍之介（2024年 - ）
- 石井一彰（2024年 - ）

### エポニーヌ
- 島田歌穂（1987年 - 2001年、*2005年、*2007年、*2011年）
- 白木美貴子（1987年 - 1988年）
- 三浦丘美子（1988年 - 1990年）
- 比企理恵（1991年）
- 入絵加奈子（1994年）
- 本田美奈子（1997年[5] - 2001年）
- 笹本玲奈（2003年 - 2015年）
- 新妻聖子（2003年 - 2009年）
- ANZA（2003年 - 2006年）
- 坂本真綾（2003年 - 2009年）
- 神戸みゆき（2007年。記者会見まで行ったが、公演前に体調不良で降板。2008年6月死去。）
- 知念里奈（2007年 - 2009年）
- ジェニファー・ペリ（2011年）
- 平田愛咲（2011年）
- 昆夏美（2013年 - 2019年）
- 平野綾（2013年 - 2015年）
- 綿引さやか（2013年 - 2015年）
- 唯月ふうか（2017年 - 2021年）
- 松原凜子（2017年）
- 屋比久知奈（2019年 - ）
- 生田絵梨花（乃木坂46）（2021年）
- 清水美依紗（2024年 - ）
- ルミーナ（2024年 - ）

### ファンティーヌ
- 岩崎宏美（1987年 - 1988年、1997年 - 2001年、*2005年、*2007年、*2011年）
- 伊東弘美（1987年 - 1990年、1994年）
- 石富由美子（1987年 - 1988年、1991年）[注 2]
- 安奈淳（1989年 - 1991年）
- 絵馬優子（1994年）
- 鈴木ほのか（1997年 - 2001年）
- マルシア（2003年 - 2006年）
- 井料瑠美（2003年 - 2006年）
- 高橋由美子（2003年 - 2004年）
- 本田美奈子（2005年。病気のため降板。）
- シルビア・グラブ（2005年 - 2009年）
- 今井麻緒子（2007年 - 2009年）
- 渚あき（2007年）
- 山崎直子（2007年 - 2009年）
- 知念里奈（2011年 - 2021年）
- 新妻聖子（2011年）
- 和音美桜（2011年 - 2017年、2021年）
- 里アンナ（2013年 - 2015年）
- 二宮愛（2017年 - 2021年）
- 濱田めぐみ（2019年 - 2021年）
- 昆夏美（2024年 - ）
- 生田絵梨花（2024年 - ）
- 木下晴香（2024年 - ）

### コゼット
- 斉藤由貴（1987年）
- 柴田夏乃（1987年 - 1988年）
- 鈴木ほのか（1987年 - 1991年）[注 3]
- 白木美貴子（1989年 - 1991年）
- 佐渡寧子（1994年）
- 宮本裕子（1994年）
- 早見優（1997年 - 1999年）
- 純名里沙（1997年 - 1999年）
- 安達祐実（2000年 - 2001年）
- tohko（2000年 - 2001年）
- 堀内敬子（2000年 - 2001年）
- 剱持たまき（2003年 - 2006年）
- 河野由佳（2003年 - 2006年）
- 知念里奈（2005年）
- 西浦歌織（2005年 - 2006年）
- 辛島小恵（2007年 - 2009年）
- 菊地美香（2007年 - 2009年）
- 富田麻帆（2007年）
- 神田沙也加（2009年 - 2011年）
- 中山エミリ（2011年）
- 稲田みづ紀（2011年）
- 折井理子（2011年）
- 磯貝レイナ（2013年 - 2015年）
- 若井久美子（2013年 - 2015年）
- 青山郁代（2013年）
- 清水彩花（2015年 - 2017年）
- 生田絵梨花（乃木坂46）（2017年 - 2019年）
- 小南満佑子（2017年 - 2019年）
- 熊谷彩春（2019年 - 2021年）
- 加藤梨里香（2021年 - ）
- 敷村珠夕（2021年 - ）
- 水江萌々子（2024年 - ）

### マリウス
- 野口五郎（1987年 - 1991年）
- 安崎求（1987年 - 1988年）
- 田代久雄（1989年 - 1991年）
- 石井一孝（1994年 - 2001年）
- 宮川浩（1994年）
- 石川禅（1997年 - 1999年、*2005年、*2007年、*2011年）
- 戸井勝海（1999年 - 2001年）
- 津田英佑（2000年 - 2001年）
- 岡田浩暉（2003年 - 2006年）
- 山本耕史（2003年 - 2004年）
- 泉見洋平（2003年 - 2009年）
- 藤岡正明（2005年 - 2009年）
- 小西遼生（2007年 - 2009年）
- 山崎育三郎（2007年 - 2013年）
- 原田優一（2011年 - 2015年）
- 野島直人（2011年）
- 田村良太（2013年 - 2017年）
- 海宝直人（2015年 - 2019年）
- 内藤大希（2017年 - 2021年）
- 三浦宏規（2019年 - ）
- 竹内將人（2021年）
- 山田健登（2024年 - ）
- 中桐聖弥（2024年 - ）

### テナルディエ
- 斉藤晴彦（1987年 - 2001年、*2005年、*2007年、*2011年）
- 新宅明（1987年 - 1991年）
- 笹野高史（1994年）
- 本間識章（1994年）
- 山形ユキオ（1997年 - 2001年）
- 徳井優（2000年 - 2001年、2005年、2007年）
- 駒田一（2003年 - ）
- 三遊亭亜郎（2003年 - 2004年）
- 佐藤正宏（2005年 - 2006年）
- コング桑田（2005年 - 2006年）
- 安崎求（2007年 - 2009年）
- 三谷六九（2007年 - 2009年）
- 三波豊和（2011年）
- KENTARO（2013年 - 2019年）
- 萬谷法英（2013年 - 2015年）
- 橋本じゅん（2017年 - 2021年）
- 斎藤 司（トレンディエンジェル）（2019年 - ）
- 六角精児（2021年 - ）
- 染谷洸太（2024年 - ）

### テナルディエ夫人
- 鳳蘭（1987年 - 1988年、1995年 - 2001年、*2011年）
- 阿知波悟美（1987年 - 1991年、2007年 - 2011年）
- 荒井洸子（1988年）
- 松金よね子（1989年 - 1991年）
- 高谷あゆみ（1994年）
- 杉村理加（1994年）
- 前田美波里（1997年 - 1999年）
- 夏木マリ（1997年 - 1998年）
- 森公美子（1997年 - ）
- 大浦みずき（1999年 - 2001年）
- 峰さを理（2003年 - 2004年）
- 瀬戸内美八（2003年 - 2007年）
- 田中利花（2005年 - 2009年）
- 谷口ゆうな（2013年 - 2017年、2021年 - ）
- 浦嶋りんこ（2013年 - 2015年）
- 鈴木ほのか（2017年 - 2019年）
- 朴璐美（2019年）
- 樹里咲穂（2021年 - ）

### アンジョルラス
- 内田直哉（1987年 - 1991年）
- 福井貴一（1987年 - 1991年）
- 留守晃（1994年）
- 岡幸二郎（1994年 - 2001年、*2005年、*2007年、*2011年）
- 森田浩貴（1997年 - 1998年）
- 今拓哉（1999年 - 2001年）
- 坂元健児（2003年 - 2009年）
- 吉野圭吾（2003年 - 2004年）
- 小鈴まさ記（2005年 - 2006年）
- 岸祐二（2005年 - 2007年）
- 東山義久（2005年 - 2009年）
- 原田優一（2007年 - 2009年）
- 松原剛志（2009年）
- 上原理生（2011年 - 2017年）
- 阿部よしつぐ（2011年）
- 野島直人（2013年 - 2015年）
- 杉山有大（2013年）
- 上山竜治（2015年 - 2019年）
- 相葉裕樹（2017年 - 2021年）
- 小野田龍之介（2019年 - 2021年）
- 木内健人（2021年 - ）
- 小林唯（2024年 - ）
- 岩橋大（2024年 - ）

### ガブローシュ
- 山本耕史（1987年 - 1988年）
- 田中 賢（1987年 - 1988年）
- 岡本平（1988年 - 1990年）
- 藤田一夫（1989年 - 1990年）
- 橋本梓（1990年）
- 坂本裕史（1991年）
- 高橋一生（1991年）
- 原田優一（1994年）
- 柴田翔平（1994年）
- 安達清和（1994年）
- 宇野まり絵 (まりゑ)（1997年）
- 浅利陽介（1997年 - 1998年）
- 有光良太（1997年 - 1998年）
- 山下知子（1997年 - 1998年）
- 北尾亘（1998年）
- 鈴木輝美（1998年）
- 秋山拓也（1999年）
- 大矢翔（1999年）
- 板垣謙介（2000年 - 2001年）
- 近野桂介（2000年 - 2001年）
- 宮里駿（2003年）
- 吉武怜朗（2003年）
- 局田奈都子（2003年 - 2005年）
- 桝井賢斗（2005年 - 2006年）
- 大久保祥太郎（2005年 - 2006年）
- 新井海人（2007年）
- 原田光（2007年）
- 横田剛基（2007年）
- 田川颯眞（2009年）
- 春口凌芽（2009年）
- 吉井一肇（2009年）
- 小宮明日翔（2011年）
- 加藤清史郎（2011年 - 2013年）
- 鈴木知憲（2011年 - 2013年）
- 松井月杜（2013年）
- 北島大輝（2015年）
- 松本涼真（2015年）
- 與名本 睦（2015年）
- 大西統眞（2017年）
- 島田裕仁（2017年）
- 廣田礼王恩（2017年）
- 大矢臣（2019年）
- 小林佑玖（2019年）
- 坂野佑斗（2019年）
- 井伊 巧（2021年）
- 小松葵生（2021年）
- 重松俊吾（2021年）
- アッカヤ陽仁（2024年 - 2025年）
- 大園尭楽（2024年 - 2025年）
- 中井理人（2024年 - 2025年）

### リトル・コゼット / リトル・エポニーヌ
- 河野真穂（1987年 - 1989年）
- 添田優希（1987年）
- 富岡香織（1987年）
- 山迫亜美香（1987年）
- 桑高由里子（1988年）
- 平野美聖（1988年）
- 大橋美佳（1988年）
- 黒田はるか（英語版）（1988年）[6][注 4]
- 中久美子（1988年）
- 林 愛（1988年）
- 小幡和子（1988年 - 1989年）
- 中村礼奈（1989年）
- 渡辺裕美（1989年）
- 吉川京子（1989年）
- 田口恵美子（1989年）
- 山口愛（1989年）
- 佐藤麻衣子（1989年）
- 本名陽子（1989年）
- 山田純子（1989年）
- 渡辺裕美（1989年）
- 加藤ソフィア（1989年 - 1990年）
- 久保容子（1989年 - 1990年）
- 藤田夏子（1989年 - 1990年）
- 細原麻衣（1989年 - 1990年）
- 真々田瑞季（1990年 - 1991年）
- 菊池ユミ（1990年 - 1991年）
- 小川 翼（1991年）
- 片岡真秀（1991年）
- 林満衣子（1994年）
- 前田智美（1994年）
- 尾 舞渉（1994年）
- 千葉可奈子（1994年）
- 今井沙那恵（1994年）
- 田畑亜弥（1994年）
- 小此木麻里（1994年）
- 宮本杏子（1994年）
- 足助美岐子（1997年）
- 今井仁美（1997年）
- 佐久間信子（1997年）
- 櫻岡陽菜子（1997年）
- 下里翔子（1997年）
- 千葉智絵（1997年）
- 横澤美月（1997年 - 1998年）
- 紀ノ岡彩翔（1997年 - 1998年）
- 奈倉早和子（1997年 - 1998年）
- 三輪美優（1997年 - 1998年）
- 梅津美月（1998年）
- 石田莉恵（1998年）
- 田島翔子（1998年）
- 平林亜梨沙（1998年）
- 森永真美（1998年）
- 小宮美穂（1998年）
- 福島麻亜紗（1998年）
- 増位美夢（1998年）
- 高野朱華（1998年 - 1999年）
- 香林佑美（1999年）
- 佐々木美幸（1999年）
- 星マリナ（1999年）
- 山田由梨（1999年）
- 石川楓（1999年 - 2001年）
- 阿部涼夏（2000年 - 2001年）
- 利根川鈴華（2000年 - 2001年）
- 廣川由里香（2000年 - 2001年）
- 山口純（2000年 - 2001年）
- 山下夏生（2000年 - 2001年）
- 川井七星（2003年）
- 国分鈴可（2003年）
- 塚田麻依（2003年）
- 永嶌花音（2003年）
- 平塚あみ（2003年）
- 藤井ゆりあ（2003年）
- 入江桃花（2004年）
- 大坪莉奈（2004年）
- 川野裕世（2004年）
- 仲野 春（2004年）
- 戎怜菜（2005年 - 2006年）
- 春山椋（2005年 - 2006年）
- 蛭薙ありさ（2005年 - 2006年）
- 福田夏未（2005年 - 2006年）
- 藤井結夏（2005年 - 2006年）
- 森本芽衣（2005年 - 2006年）
- 赤石玲子（2007年）
- 大下夕華（2007年）
- 加藤ゆらら（2007年）
- 佐藤瑠花（2007年）
- 高橋りか（2007年）
- 柳下花恋（2007年）
- 荒木真夕（2007年）
- 須田あすみ（2007年）
- 田村遥果（2007年）
- 弓木野綾架（2007年）
- 飯田汐音（2009年）
- 田中愛生（2009年）
- 古口貴子（2009年）
- 吉井乃歌（2009年）
- 飛鳥井里桜（2011年）
- 蒲生彩華（2011年）
- 齊藤真尋（2011年）
- 清水詩音（2011年 - 2013年）
- 北川真衣 （2013年）
- 木村青空（2013年）
- 武田有紀子（2013年）
- 近貞月乃（2013年）
- 原田くるみ（2013年）
- 新井夢乃（2015年）
- 上山りのん（2015年）
- 加藤希果 (甘夏のん)（2015年）
- 黒川胡桃（2015年）
- 陣あいり（2015年）
- 吉村宇楽（2015年）
- 川本咲（2015年）
- 梅田茉咲（2015年）
- 舌間綿花満（2015年）
- 井手柚花（2017年）
- 岡田奈々（2017年）
- 鈴木陽菜（2017年）
- 禾本珠彩（2017年）
- 宮島瑠南（2017年）
- 山崎瑠奈（2017年）
- 岩瀬花音（2019年）
- 尾上 凜（2019年）
- 桑原広佳（2019年）
- 桑原愛佳（2019年）
- 立花莉愛（2019年）
- 山本花帆（2019年）
- 絢田祐生（2021年）
- 宇佐見有紗（2021年）
- 小田島優月（2021年）
- 加賀見 陽（2021年）
- 三浦あかり（2021年）
- 若井愛夏（2021年）
- 荒川寧音（2024年 - 2025年）
- 井澤美遥（2024年 - 2025年）
- 井手陽菜乃（2024年 - 2025年）
- 内 夢華（2024年 - 2025年）
- 鞆 琉那（2024年 - 2025年）
- 平山ゆず希（2024年 - 2025年）

### 他作品と重なるキャスト
外国人のキャストや主題歌担当も含む。
1998年映画版
- マリウス・ポンメルシー（日本語吹き替え）：石川禅（本作と同じ。他にジャベール役も演じている。）

2012年映画版
- 司教：コルム・ウィルキンソン（本作ではジャン・バルジャン役）
- 売春婦：フランシス・ラッフェル（本作ではエポニーヌ役）
- コンブフェール：キリアン・ドネリー（本作ではアンジョルラス、ジャン・バルジャン、ジャベール役）
- 国民衛兵士官：ハドリー・フレイザー（本作ではジャベール役、マリウス役）
- フォーシュルヴァン：スティーブン・テート（本作ではテナルディエ役）

世界名作劇場アニメ版「レ・ミゼラブル 少女コゼット」
- アンジョルラス：岸祐二（本作と同じ。他にジャベール役も演じている。）
- OP・ED主題歌：斉藤由貴（本作ではコゼット役）

## ミュージカルナンバー

### プロローグ
- 囚人の歌 - Overture / Work Song (The Chain Gang)
- 仮釈放 - On Parole
- 司教 - Valjean Arrested, Valjean Forgiven (The Bishop)
- バルジャンの独白 - What Have I Done? (Valjean's Soliloquy)

### 第1幕
- 一日の終わりに - At the End of the Day
- 夢やぶれて - I Dreamed a Dream ※
- 波止場（ラブリィ・レイディ） - Lovely Ladies (The Docks)
- ファンティーヌの逮捕 - Fantines's Arrest
- 馬車の暴走 - The Runaway Cart
- 裁き - Who Am I? (The Trial)
- ファンティーヌの死 - Come to Me (Fantine's Death)
- 対決 - The Confrontation
- 幼いコゼット - Castle on a Cloud (Little Cosette)
- 宿屋の主人の歌 - Master of the House
- 取引 - The Bargain
- 裏切りのワルツ - The Thénardier Waltz of Treachery
- 乞食たち - Look Down (The Beggars)
- 強奪 - The Robbery
- ジャベールの介入 - Javert's Intervention
- 星よ - Stars
- エポニーヌの使い走り - Éponine's Errand
- ア・ベ・セー・カフェ - The ABC Café / Red and Black
- 民衆の歌 - Do You Hear the People Sing? (The People's Song) ※
- プリュメ街 - Rue Plumet/In My Life
- 心は愛に溢れて - A Heart Full of Love
- プリュメ街の襲撃 - The Attack on Rue Plumet
- ワン・デイ・モア - One Day More

### 第2幕
- バリケードを築く - Upon These Stones (Building the Barricade)
- オン・マイ・オウン - On My Own ※
- 再びバリケードで - Upon These Stones (At the Barricade)
- バリケードでのジャベール - Javert's Arrival (Javert At the Barricade)
- ちびっこ仲間 - Little People
- 恵みの雨 - A Little Fall of Rain
- 苦悩の夜 - Night of Anguish
- 最初の攻撃 - The First Attack
- その夜（共に飲もう） - Drink With Me (The Night)
- 彼を帰して - Bring Him Home
- 苦悩の夜明け - Dawn of Anguish
- 第二の攻撃 - The Second Attack (The Death of Gavroche)
- 最後の戦い - The Final Battle
- 下水道 - Dog Eats Dog (The Sewers)
- ジャベールの自殺 - Javert's Suicide
- 犠牲者たち - Turning (The Victims)
- カフェソング - Empty Chairs at Empty Tables (The Café Song) ※
- マリウスとコゼット - 心は愛に溢れて（リプライズ） - Every Day (Marius And Cosette) / A Heart Full of Love (Reprise)
- バルジャンの告白 - Valjean's Confession
- 結婚式 - 宴会乞食 - Wedding Chorale / Beggars at the Feast
- エピローグ - Finale (Epilogue)

※…2000年のシドニーオリンピックの開会式では、フランス選手団の入場行進時にこれらの曲がメドレーで演奏された。